# Parafia Przemienienia Pańskiego w Jastkowicach (polskokatolicka)
Parafia Przemienienia Pańskiego w Jastkowicach – parafia Kościoła Polskokatolickiego w RP, położona w dekanacie podkarpackim diecezji krakowsko-częstochowskiej. Obecnie parafia jest mało liczna, ale jej wierni aktywnie uczestniczą w życiu liturgicznym wspólnoty. Proboszcz parafii ks. mgr Waldemar Mroczkowski mieszka w Dąbrówce. Msze św. sprawowane są według ogłoszeń duszpasterza.
Po I wojnie światowej rzymskokatolicy w Jastkowicach podjęli próbę założenia parafii rzymskokatolickiej w swojej miejscowości. Wiernym z Jastkowic dotarcie do parafialnego kościoła w Pysznicy uniemożliwiała wylewna rzeczka Bukowa. Organizowanie parafii spotkało się z oporem władz Kościoła rzymskokatolickiego, dlatego sprawę przejął Polski Narodowy Kościół Katolicki, który przysłał do Jastkowic swojego kapłana – ks. Władysława Strynkowskiego. W odpowiedzi na to rzymskokatolicy pospiesznie zorganizowali parafię rzymskokatolicką, a miejscowa ludność podzieliła się. Pierwsza polskokatolicka Msza św. została odprawiona w 1925 roku. Od samego początku wierni w Jastkowicach poddawani byli szykanom ze strony społeczności rzymskokatolickiej. 23 grudnia 1925 roku doszło w kościele parafialnym (który chceli przejąć dla siebie rzymskokatolicy) do rozpędzenia wiernych przez oddziały policji, a następnego dnia do profanacji świątyni (w wyniku której śmierć poniósł ks. Władysław Strynkowski).
W dniu 25 lipca 1999 roku odbyła się uroczystość 75-lecia parafii. Na uroczystość przybył bp Jerzy Szotmiller, ks. Christoph Schuler Kościoła Chrześcijańskokatolickiego w Szwajcarii oraz wielu duchownych i wyznawców Kościoła Polskokatolickiego. Podczas uroczystości bp Jerzy Szotmiller poświęcił plebanię, która została pobudowana dzięki pomocy finansowej ks. Christopha Schulera. Gość ze Szwajcarii ofiarował także dwa dzwony „Przyjaźń". Plebania w Jastkowicach została zbudowana dzięki wspólnemu wysiłkowi wielu polskokatolików. 